# UCC

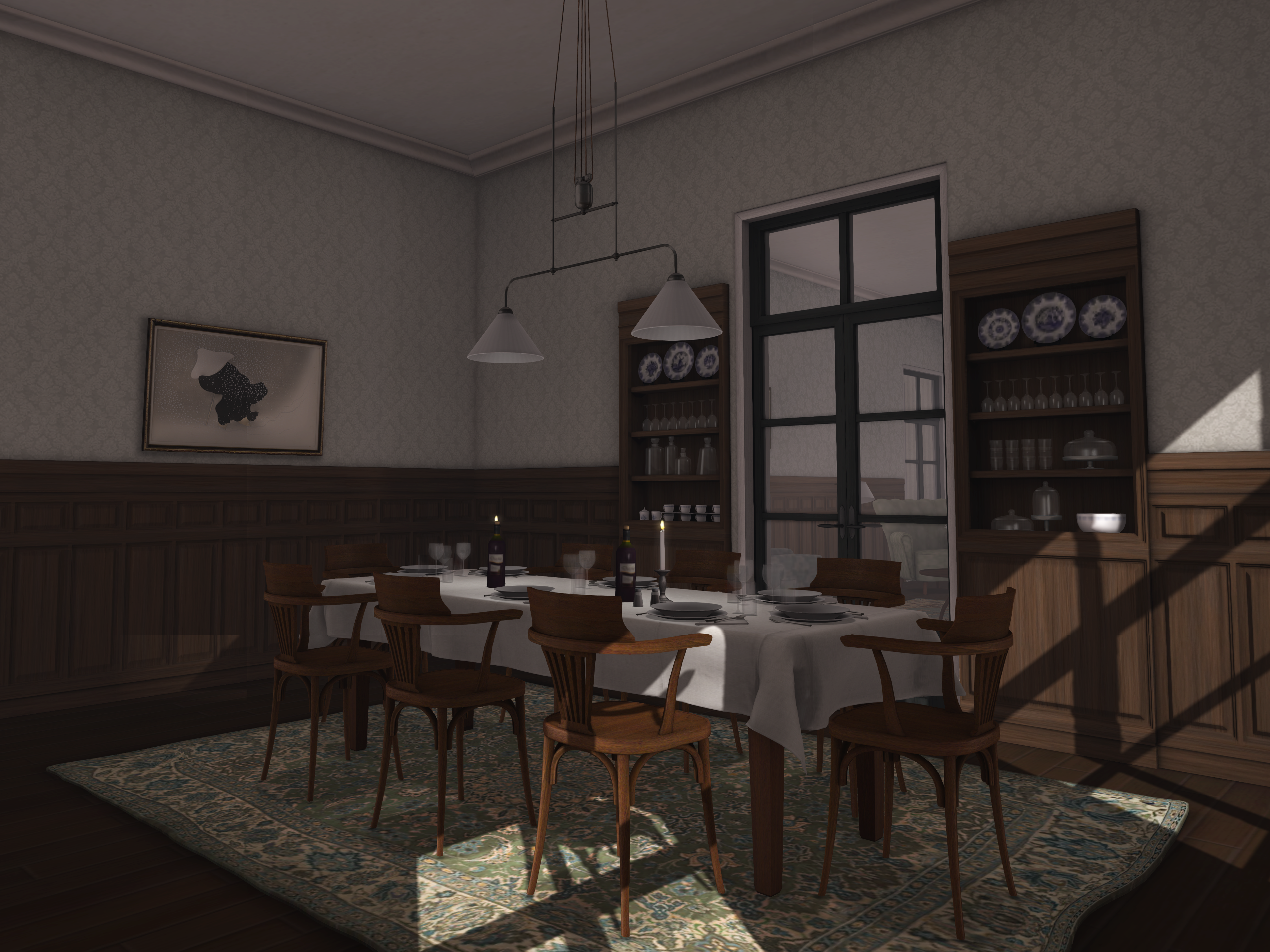
가상 세계 세컨드 라이프의 UCC

사용자 제작 콘텐츠(영어: UGC: User-generated content, 영어: UCC: user-created content), 사용자 창작 콘텐츠, 손수제작물(-製作物)은 일반인이 만든 동영상, 글, 사진 따위의 제작물을 가리킨다.

## 개요
'손수제작물'이라는 용어는 UGC를 국립국어원에서 순화한 말로, 국내에서 UCC로도 많이 불린다. 초기에는 인터넷 업계의 마케팅 용어로 사용되던 것이 2005년부터 웹 2.0과 함께 널리 사용되었다. 
타임지에서는 2006년 '올해의 인물'(Person of the Year)을 'You'(당신), 즉 손수제작물을 통해 직접 참여하는 사람들 모두로 지칭했다. 당시 기사에는 오마이뉴스 기자에 대한 언급도 있었다. 위키백과 또한 사용자가 만들어 가는 제작물이므로, 넓은 범위의 손수제작물에 포함될 수 있다. UCC 도입 초기에는 손수제작물이 저작권 침해 문제로 활성화되기 어려울 것이라는 시각도 있었다.
최근에는 특정한 공익적 목적을 가지고 캠페인성 UCC 공모전이 활성화되어 시청자이자 생산자인 시민들의 의식 개선에도 큰 도움이 되고 있으며, UCC를 통해 어려운 주제도 쉽게 접할 수 있어 친근한 매체라는 평가를 얻고 있다.

## 대한민국
2007년 중앙선거관리위원회는 선거와 관련있는 손수제작물을 선거운동기간 중에 특정 정당이나 후보자에게 당선 내지는 낙선에 관련하여 유리하거나 불리한 내용을 담을 경우, 선거법에 의거하여 규제될 수 있음을 밝혔다. 그러나 선거에 대한 단순한 의견을 내비치거나 의사를 표시한 경우에는 규제의 대상에 포함되지 않는다.

법무부 또한 2007년 열리는 제17대 대통령 선거와 관련하여 선거사범 처리에 관하여 엄정한 중립성을 지키며, 대선후보 경선 전부터 선거전담반을 편성·운영하고, 흑색선전 및 UCC를 이용한 선거범죄 등 새로운 유형의 선거사범 등에 적극 대처할 뜻을 법무부 뉴스를 통해 밝혔다.
문화관광부는 근래 각광받는 손수제작물과 관련, 제작물 저작권 보호와 손수제작물 활성화를 위한 지침을 추진할 예정이다. 지난 해 실시한 저작권심의조정위원회 조사에 따르면 사용자가 손수 창작한 손수제작물은 전체의 16.25퍼센트에 지나지 않아 저작권 침해가 심각한 상태임을 보인다.

정보통신부는 2007년 2월 12일 정책속보를 통하여 손수제작물이 미치는 영향이 사회 전반으로 퍼지면서 음란·선정성이 높은 불건전한 손수제작물의 유통을 막고, 참신한 손수제작물의 개발과 관련 산업 활성화를 위한 종합대책을 올 3월까지 마련해 추진할 의사를 밝혔다.

## 미국
정보통신정책연구원 미래전략연구실 황지연 연구원은 12일 '2006 미국 중간선거 기간 동안의 인터넷 이용현황'이라는 보고서를 통해 선거운동에서 인터넷의 영향력은 날로 높아지고 있다고 해석했다.

## 한국 내 손수제작물에 대한 오해
한국에서는 손수제작물보다는 UCC라는 약칭이 주로 사용되고 있다. 인터넷 포털 다음의 UCC 론칭으로 인해 널리 알려졌고 당시 다음의 판촉이 동영상을 중심으로 이루어졌고, 2006년, 구글의 유튜브 인수 등으로 인해 'UCC=동영상'이라는 인식이 널리 퍼졌다. 손수제작물이 디지털 기기의 보급과 인터넷 인프라의 강화로 인해 확산이 가속화된 것은 사실이지만, 현재 한국 내에서는 동영상만이 손수제작물이라는 인식이 널리 퍼지고 있다. 이런 경향 덕분에 한국에서도 다음 UCC를 비롯해 엠엔캐스트(서비스 종료), 엠군 보관됨 2016-07-26 - 웨이백 머신, 판도라TV 등의 동영상 UCC 사이트가 생겨났고 급속도로 성장하고 있다.
하지만 이런 경향은 손수제작물이 동영상만이라고 일반인들이 인식하게 되어 동영상 콘텐츠 외의 손수제작물(텍스트, 오디오, 이미지)는 등한시 되고 있다. 이는 한국의 블로그 서비스가 독자적으로 동영상 서비스를 신설, 확충하는 결과를 가져왔다.
특히 기업 채용에 손수제작물을 적극 활용하겠다는 방안은 미국의 경향과는 정반대의 현상이 아닐 수 없다. 구글의 뛰어난 검색 기능은 구직자를 고용하거나 아니면 그 반대의 경우 구글이 이력을 확인하는 수단으로 활용될 수 있으므로 특히 구직자의 손수제작물이 채용에 미치는 영향에 대한 고민이 시작되고 있다. 특히 인터넷에 게시된 손수제작물은 그 형태를 막론하고 확산되기 쉽고 완전히 사라지기는 어렵기 때문에 구직자들의 손수제작물에 대한 관리가 필요하다는 의견이 있다.

## 같이 보기
- 콘텐츠 (미디어)
- 블로그
- 크리에이티브 커먼즈
- 프로슈머
- 웹 2.0
- 소셜 미디어
- 오픈 소스
- 매드무비
- 플래시 포털